# San Cristóbal Airport
San Cristóbal Airport är en flygplats i Ecuador. Den ligger i den västra delen av landet, 1 200 km väster om huvudstaden Quito. San Cristóbal Airport ligger 18 meter över havet. Den ligger på ön San Cristóbal Island.
Terrängen runt San Cristóbal Airport är varierad. Havet är nära San Cristóbal Airport västerut. Runt San Cristóbal Airport är det glesbefolkat, med 8 invånare per kvadratkilometer. Närmaste större samhälle är Puerto Baquerizo Moreno, 2,0 km sydost om San Cristóbal Airport. Omgivningarna runt San Cristóbal Airport är en mosaik av jordbruksmark och naturlig växtlighet.